# Crystals (canção)
"Crystals" é uma canção escrita e gravada pela banda islandesa de folk/indie pop Of Monsters and Men para seu segundo álbum de estúdio, Beneath the Skin (2015).
A canção foi lançada no dia 16 de março de 2015 como a primeira faixa do álbum e o primeiro single.

## Lyric video
O vídeo é protagonizado pelo ator Siggi Sigurjóns, que dubla os versos da canção, dirigido por Tjarnargatan.

## Lista de faixas
| Download digital / CD |            |         |  |
| N.º                   | Título     | Duração |  |
| 1.                    | "Crystals" | 4:02    |  |

## Tabelas
| Paradas (2015)                                          | Melhor posição |
| ------------------------------------------------------- | -------------- |
| Islândia (Lagalistinn)                                  | 1              |
| Austrália (ARIA)                                        | 94             |
| Canadá (Canadian Hot 100)                               | 86             |
| Estados Unidos (Billboard Hot Rock & Alternative Songs) | 15             |
| Estados Unidos (Billboard Rock Airplay)                 | 10             |